# Didier Houzel
Pour les articles homonymes, voir Houzel.
Didier Houzel est un pédopsychiatre et psychanalyste français, spécialisé dans la psychanalyse de l'enfance.

## Biographie
Professeur de psychiatrie de l'enfant et de l'adolescent, il est nommé à Brest (Université de Bretagne Occidentale) en 1977. Il est ensuite nommé à l'université de Caen en 1991 et devient chef de service de pédopsychiatrie au CHU de Caen, il est corédacteur en chef du Journal de la psychanalyse de l'enfant et auteur de nombreux ouvrages.
Il est désormais professeur honoraire.

## Travaux
Il s'inscrit dans la lignée psychanalytique issue des travaux de Melanie Klein et de Wilfred Bion, et utilise le dispositif d'observation psychanalytique développées par Esther Bick.
En 1996, il crée une unité de dépistage précoce de l'autisme au sein du son service de psychiatrie. À partir de cette expérience, le CRA (Centre de Ressources pour l'Autisme) de Caen, est fondé en 2007.
En février 2012, il est signataire de la pétition de Michel Balat qui demande une prise en charge consensuelle de l'autisme, tenant compte des sciences humaines et de la psychanalyse.
La même année, il exprime son désaccord au sein de la HAS (Haute Autorité de Santé) en 2012 qui qualifie de « non consensuelles » les pratiques psychanalytiques dans le diagnostic et la prise en charge de l'autisme.
Le psycholinguiste Franck Ramus cite le professeur Houzel comme une des références de Pierre Delion (2009), promoteur du packing des autistes.
Le professeur Houzel s'est ainsi fait le chef de file en 2016 de médecins pro-psychanalyse en critiquant le projet de loi du député Daniel Fasquelle, projet qui fait, selon lui, « une grave confusion entre la technique du packing et la psychothérapie fondée sur la psychanalyse ».

## Publications

### Ouvrages
- Psychiatrie de l'enfant et de l'adolescent, avec Philippe Mazet, 1993  (ISBN 2224020678)
- Les enjeux de la parentalité, 1999  (ISBN 2865866939)
- Dictionnaire de psychopathologie de l'enfant et de l'adolescent, avec[Michèle Emmanuelli et Françoise Moggio, 2000  (ISBN 2130507417)
- L'aube de la vie psychique, 2002  (ISBN 2710115190)
- L'enfant, ses parents et le psychanalyste, avec Claudine Geissmann, 2003  (ISBN 2227473304)
- Histoire de la psychanalyse de l'enfant : Mouvements, idées, perspectives, avec Bernard Golse, Claudine Geissmann (dir.), Pierre Geissmann (dir.), 2004  (ISBN 978-2-227-47328-7)
- Concept d'enveloppe psychique, 2005  (ISBN 978-2-84835-082-0)
- La Transmission psychique : Parents et enfants, 2010  (ISBN 978-2-7381-1848-6)

### Préfaces
- Autisme et personnalité de Anne Alvarez, Susan Reid, 2001  (ISBN 2912186153)
- L'observation attentive des bébés, de Lisa Miller, Margaret Rustin, Michael Rustin, Judy Shuttleworth, 2002  (ISBN 291218617X)
- L’Inconscient à la crèche : Dynamique des équipes et accueil des bébés, de Denis Mellier, 2004  (ISBN 978-2-7492-0248-8)